# Argyrolobium amplexicaule
Argyrolobium amplexicaule är en ärtväxtart som först beskrevs av Ernst Meyer, och fick sitt nu gällande namn av Dummer. Argyrolobium amplexicaule ingår i släktet Argyrolobium och familjen ärtväxter. Inga underarter finns listade i Catalogue of Life.